# Zmienna prywatna
Zmienna prywatna – odmiana zmiennej wykorzystywana w programowaniu obiektowym. Charakteryzuje się tym, że jest ona widoczna i dostępna tylko dla metod klasy, w której ta zmienna została zdefiniowana.
Niektóre obiektowe języki programowania domyślnie przyjmują wszystkie nowo utworzone zmienne jako zmienne prywatne.